# Горец (сезон 1)
Первый сезон международного фантастического сериала «Горец» часть одноимённой франшизы состоял из 22 серий, вышедших в 1992 —1993 годы, вышел в эфир 3 октября 1992 года на нескольких телекомпаниях. Сериал рассказывает о приключениях Дункана Маклауда, 400-летнего бессмертного, который может погибнуть только после обезглавливания, ему неизбежно приходится участвовать в общем конфликте бессмертных, сражающихся друг с другом насмерть, в итоге должен остаться один. Первый сезон вышел 12 ноября 2002 года на девяти DVD-дисках в одной упаковке, диски выпустила кампания Anchor Bay Entertainment. Сериал также доступен на интернет-сайте Hulu, совместном предприятии NBC и Fox Broadcasting Company.

## Съёмки
Ведущая французская продюсерская компания Gaumont Television купила права на съёмки сериала, собираясь снимать его в Америке с местным персоналом, что было новаторским шагом для того времени. Горец стал первым творческим продуктом французской продюсерской компании, предназначенным для американского рынка. Сериал был снят в сотрудничестве с иностранными партнёрами , включая Gaumont, RTL Plus (Германия), Rysher Distribution (США), Reteitalia Productions (Италия), Amuse Video (Япония) и TF1 (Франция). Бюджет первого сезона телесериала составил 26,1 долларов США. Кейт Сампль, президент компании Rysher, заявил, что «около 75% гарантированного бюджета поступило от зарубежных продаж». Оставшиеся 25% бюджета составили продажи в США, производители сохранили права на распространение благодаря чему прибыль за серию составила 800 тыс. амер. долларов только от международных продаж, что стало лучшим результатом за сезон 1992-1993. Чтобы обеспечить адекватную долю европейского содержания и соблюсти соглашение между производителями каждый сезон был разделён на две части, первая часть была снята в Ванкувере, Британская Колумбия, Канада (в титрах обозначено вымышленное место Seacouver, Вашингтон, США, второй в Париже, Франция. Съёмки первой части начались в Ванкувере 13 июля 1992 года, второй - в декабре 1992 года в Париже в студиях французского государственного производственного управления Société Française de Production (SFP) в Бри-сюр-Марн близ Парижа.
Исполнительными продюсерами выступили Билл Панцер, Питер С. Дэвис, президент компании Gaumont Television Кристиан Шарре и руководитель совместного производства Gaumont Марла Гинзбург. Также исполнительными продюсерами стали Стивен Майер, Шерил Харди и Гай Коллинз. Кевин Дрони и Филипп Джон Тейлор были надзирающими продюсерами с начала сезона, с седьмой серии Тейлора заменил Дэвид Абрамович. Барри Розен и Гэри Гудман стали кинопродюсерами. Марк дю Понтавис и Денис Леруа сменил исполнительных продюсеров. В написании сценариев участвовали обе команды и писатели-фрилансеры, среди которых был Бриан Клеменс. Брент-Карл Клаксон стал линейным продюсером ванкуверской части съёмок (серии 1-13). После начала съёмок в Париже Клаксона сменил Патрик Милье (в титрах серий 13-22 обозначен как объединённый менеджер). Постоянными телережиссёрами были Томас Дж. Райт, Хорхе Монтези и Рэй Остин. Тренером по фехтованию был Боб Андерсон, который придумал себе титул Мастер Мечей. Андерсон отвечал за постановку сцен фехтования в ванкуверской части сериала, затем его сменил Питер Дайамонд, отмеченный в титрах как режиссёр второй части и постановщик трюков парижской части сериала. Сериал открывает песня «Princes of the Universe» из альбома «A Kind Of Magic» 1986 года английской рок-группы Queen, музыкальное сопровождение написано Роджером Беллоном.

## В ролях
Главные роли в сериале сыграли: Адриан Пол — Дункан Маклауд, Александра Вандернот — Тесса Ноэль, Стан Кирш — Ричи Райан, Аманда Уайсс — амбициозная и пытливая журналистка (появилась в шести сериях). В первой серии «Встреча» приглашённый актёр Кристофер Ламберт сыграл роль Конора Маклауда из фильма «Горец». Несколько актёров периодически появлялись в разных сериях различных сезонов: Вернер Стокер — бессмертный монах Дарий, Роланд Гифт — бессмертный грабитель и убийца Ксавье Сен-Клод, Элизабет Грэйсен — бессмертная Аманда, Роджер Долтри — бессмертный Хью Фицкэрн и Питер Хадсон - глава группы Охотников, считающих что бессмертных необходимо уничтожить.

## Критика
Пилотная серия «Встреча» получил рейтинг в 3,4/7, это означает, что серию просмотрели 3.4 % зрителей в возрасте от 18 до 49 лет и 7 % всех зрителей. The Hollywood Reporter отметил «солидную постановку, Сампль отметил, что сериал «более чем оправдал ожидания компании» и заметил: «первый сезон получил средний рейтинг в 4 внутри страны и занял сильные позиции среди аудитории 18-49 лет». В то же время Шаретт заметил, что сериал «довольно неплох». Рик Санчес на сайте IGN отметил, что первый сезон «был создан для опоры следующих сезонов» и «изрядно погряз в вышедших ранее фильмах и в формуле создания еженедельных боевиков». 12 ноября сериал вышел на DVD благодаря компании Anchor Bay Entertainment (с кодом Region 1 - 12 ноября 2002 года и с кодом Region 2 - 7 декабря 2004 года.

## Серии
| № общий | № в сезоне | Название                                            | Режиссёр       | Автор сценария                       | Дата премьеры   | Произв. код |
| --- | ---------- | --------------------------------------------------- | -------------- | ------------------------------------ | --------------- | ----------- |
| 1 | 1          | ««Встреча» (The Gathering)»                         | Томас Дж. Райт | Дэн Гордон                           | 3 октября 1992  | 92102-1     |
| Молодой вор Ричи Райан проникает в антикварный магазин, которым управляет бессмертный Дункан Маклауд с его возлюбленной Тессой. Маклауд, принимает Ричи за другого бессмертного, но тут на сцене появляется бессмертный Слэн Куинс а за ним друг Дункана Конор Маклауд. Дункан заявляет Тессе, что не может выйти из Игры. Куинс снова проникает в его магазин и берёт в заложники Тессу, но Дункану удаётся её освободить. Куинс назначает встречу Конору на мосту, ранит его и сбрасывает в воду. Подоспевший Дункан побеждает Слэна. Конор советует Дункану приглядывать за Ричи Райаном. |            |                                                     |                |                                      |                 |             |
| 2 | 2          | «Невиновный (Innocent Man)»                         | Хорхе Монтеси  | Дэн Гордон                           | 10 октября 1992 | 92103-4     |
| Вблизи маленького городка в лесу убит бессмертный Лукас Дезире, друг Маклауда, с которым они познакомились во время гражданской войны. В убийстве подозревают бродягу, ветерана Вьетнамской войны. Дункан жаждет найти настоящего убийцу и не дать осудить невиновного... |            |                                                     |                |                                      |                 |             |
| 3 | 3          | «Отвергнутый путь (The Road Not Taken)»             | Томас Дж. Райт | Терри Нельсон                        | 17 октября 1992 | 92108-3     |
| Знакомый Ричи погибает от воздействия восточного наркотического вещества. Дункан понимает, что уже видел нечто подобное и подозревает в смерти своего приятеля, который занимается исследованиями в области восточных трав, бессмертного Ким Сана. Состав смертельного наркотического зелья действительно был изготовлен Ким Саном, но был похищен его учеником Чу Лином. Дункан и Ким отправляются на поиски Чу Лина... |            |                                                     |                |                                      |                 |             |
| 4 | 4          | «Плохой день в корпусе "А" (Bad Day in Building A)» | Хорхе Монтеси  | Кевин Дрони                          | 24 октября 1992 | 92107-6     |
| Случайно оказавшись в группе заложников, захвативших здание суда с целью освобождения своего лидера Брайана Слэйда, Маклауд привлекает внимание к своей особе, когда террористы хотят принести в жертву одного из захваченных людей. Среди заложников остаются друзья Маклауда Тэсса и Ричи, и Дункан начинает мстить бандитам, уничтожая их одного за другим... |            |                                                     |                |                                      |                 |             |
| 5 | 5          | «Свободное падение (Free Fall)»                     | Томас Дж. Райт | Филипп Джон Тейлор                   | 31 октября 1992 | 92101-5     |
| Совершить самоубийство, чтобы выдать себя за молодого бессмертного и привлечь внимание Горца – цель Фелисии Мартинс, новой знакомой Ричи. Но в реализации плана появляется ряд трудностей, например, как утаить... 200 лет своей биографии. |            |                                                     |                |                                      |                 |             |
| 6 | 6          | «Смертоносная медицина (Deadly Medicine)»           | Рэй Остин      | Роберт Л. Маккалу                    | 7 ноября 1992   | 92111-8     |
| Маклауд «умирает» в больнице вследствие автомобильной аварии. Пытаясь покинуть больницу, Дункан оказывается похищен сумасшедшим доктором, работавшим в операционной и узнавшем тайну бессмертия Маклауда. Осчастливить человечество – вот о чём мечтает врач. А когда Дункан сбегает от похитителя, он убивает медсестру Барбару Мэдисон, при этом все улики указывают на бессмертного Маклауда. |            |                                                     |                |                                      |                 |             |
| 7 | 7          | «Люди гор (Mountain Men)»                           | Томас Дж. Райт | Мари-Шанталь Дрони                   | 14 ноября 1992  | 92110-7     |
| Тэсса похищена обитателями гор, предводителем которых является бессмертный Калеб. Добиваясь привязанности Тэссы, Кэлеб хочет сделать её своей женой. Преследуя похитителей по их следам Дункан, знающий эти горы как свои пять пальцев, настигает похитителей намного раньше, чем шериф. Все дело в том, что Дункан 150 лет назад, бродил по этой местности со своим бессмертным другом Карлом, который много чему научил Маклауда. |            |                                                     |                |                                      |                 |             |
| 8 | 8          | «Месть сладка (Revenge is Sweet)»                   | Рэй Остин      | Лорэн Деспре                         | 21 ноября 1992  | 92109-10    |
| В антикварной лавке Маклауда появляется роковая брюнетка по имени Ребекка Лорд и приобретает саблю бессмертного Уолтера Рейнхардта. С того момента как сабля, ранее принадлежавшая бессмертному, попадает к ней в руки, вокруг Маклауда и его друзей начинают происходить странные вещи. |            |                                                     |                |                                      |                 |             |
| 9 | 9          | «Морская Ведьма (The Sea Witch)»                    | Томас Дж. Райт | Дэвид Тинан                          | 5 декабря 1992  | 92112-9     |
| Ники, бывшая девушка Ричи, пытается сбежать из города с маленькой дочуркой Мелиндой и начать новую жизнь. При этом она крадет у торговцев наркотиками 50 тысяч долларов. Случайно столкнувшись с Ричи, Ники с Мелиндой оказываются в доме Маклауда. Главарем банды наркодельцов, вышедших на её след, оказывается бессмертный Алексей Вошин. |            |                                                     |                |                                      |                 |             |
| 10 | 10         | «Свидетель (Eyewitness)»                            | Рэй Остин      | Дэвид Тинан                          | 12 декабря 1992 | 92115-12    |
| Убита Анна Уэллер, но единственный кто видел это – Тэсса, а тело убитой женщины пропало бесследно. Поэтому полицейские не обращают внимания на свидетельство Тэссы. Занявшись собственным расследованием, Маклауд узнает, что бывший сожитель Анны – бессмертный, которому Анна угрожала раскрытием его тайны. Произошедшее вслед за этим покушение на Тэссу указывает на то, что убийц надо искать среди полицейских... |            |                                                     |                |                                      |                 |             |
| 11 | 11         | «Фамильное древо (Family Tree)»                     | Хорхе Монтеси  | Кевин Дрони                          | 19 декабря 1992 | 92106-2     |
| Ричи, ставший подопечным Дункана, мечтает узнать кто его родители, ведь он совершенно ничего о них не помнит. В поисках он сталкивается с аферистом Джо Скэнлоном, у которого крупные долги в казино. С целью проникнуть в магазин Маклауда, аферист выдает себя за пропавшего отца Ричи. На фоне этих событий Дункан вспоминает прошлое, о том как он впервые узнал о своем бессмертии и о том как его предал названный отец... |            |                                                     |                |                                      |                 |             |
| 12 | 12         | «Не видеть зла (See No Evil)»                       | Томас Дж. Райт | Брайан Клеменс                       | 6 февраля 1993  | 92114-11    |
| Блондинки всего города в страхе и панике – в городе появился маньяк, который нападает только на белокурых девушек, терроризируя и убивая их. Блондинка Натали Бэрд, подруга Тэссы, едва не стала жертвой убийцы. Маклауд вспоминает бессмертного Маркуса Королуса, который сошёл с ума из-за измены своей возлюбленной блондинки. |            |                                                     |                |                                      |                 |             |
| 13 | 13         | «Узы братства (Band of Brothers)»                   | Рене Манзор    | Мари-Шанталь Дрони                   | 13 февраля 1993 | 92118-13    |
| Для Дункана Маклауда всегда много значил День битвы при Ватерлоо (1815), на полях которой он встретил монаха Дария. Великий полководец Дарий мог покорить всю Европу, но посвятил своё существование сохранению мира, поэтому распустил свою армию. Бессмертный Грэйсон не может этого простить Дарию и пытается мстить. На защиту Дария встает Дункан Маклауд. |            |                                                     |                |                                      |                 |             |
| 14 | 14         | «Во имя зла (For Evil's Sake)»                      | Рэй Остин      | Дэвид Абрамович и Фабрис Циолковский | 20 февраля 1993 | 92117-14    |
| Один из великих убийц в истории — бессмертный Кайлер, встречается с Маклаудом в Париже. Это уже третья встреча двух бессмертных, две другие были отмечены для Дункана значительными событиями — убийством барона Дешилдса, которого Маклауд охранял, будучи его телохранителем, и знакомством с Тэссой. |            |                                                     |                |                                      |                 |             |
| 15 | 15         | «Завтра, за которое умираем (For Tomorrow We Die)»  | Робин Дэвис    | Филипп Джон Тейлор                   | 27 февраля 1993 | 92116-15    |
| При ограблении ювелирной лавки в Париже, грабители используют ядовитый газ. Вскоре на исповеди в церкви бессмертный Ксавье Сент-Клод, исповедуясь Дарию, признается в содеянном. Несмотря на поиски полиции, Дарий не может нарушить тайну исповеди, а Маклауд, догадавшись о случившемся, начинает искать Ксавье самостоятельно. |            |                                                     |                |                                      |                 |             |
| 16 | 16         | «Зверь в глубине (The Beast Below)»                 | Даниэль Винь   | Мари-Шанталь Дрони                   | 6 марта 1993    | 92123-16    |
| Ещё в XVII веке Маклауд помогает спастись от преследователей бессмертному-юродивому Урсе, спрятав того в аббатстве. Конечно, в настоящее время аббатства давно уже нет и Урса живёт в подземелье под знаменитым оперным театром. Слушая прекрасную музыку, он влюбляется в чернокожую певицу Кэролайн, дни которой как оперной дивы сочтены. Не задумываясь, он становится пешкой в её игре. |            |                                                     |                |                                      |                 |             |
| 17 | 17         | «Защитить Грэйс (Saving Grace)»                     | Рэй Остин      | Элизабет Бакстер и Мартин Брусселле  | 13 марта 1993   | 92120-17    |
| Бессмертный Карло Синдаро не в силах смириться с разрывом со своей любовницей-бессмертной Грейс и любыми силами пытается заставить её вернуться. Так или иначе, но муж Грейс умирает, о чём она рассказывает священнику Дарию. Все подозрения несомненно падают на Синдаро. Маклауд, познакомив Грэйс с Тэссой, решает помочь ей и присечь попытки Синдаро вернуть её. |            |                                                     |                |                                      |                 |             |
| 18 | 18         | ««Леди и тигр» (The Lady and the Tiger)»            | Робин Дэвис    | Филипп Джон Тейлор                   | 24 апреля 1993  | 92121-18    |
| Случайно находясь с Тэссой на цирковом представлении, Маклауд встречает Аманду Монтроуз, свою бывшую любовницу, бессмертную воровку, мошенницу и аферистку. Но сейчас Аманде нужна помощь. Дело в том, что её бывший приятель, вышедший недавно из тюрьмы, куда именно Аманда его и посадила, угрожает ей расправой. Не оставляет сомнений, что Дункан не может оставить женщину без защиты. |            |                                                     |                |                                      |                 |             |
| 19 | 19         | «Ангел мщения (Avenging Angel)»                     | Паоло Барзман  | Фабрис Циолковский                   | 1 мая 1993      | 92122-20    |
| Бессмертный Альфред Кэхил, который воскрес после смертельной раны, решил, что он избранный ангел, который должен отомстить «извращенцам». Его жертвами призваны стать женщины проститутки и их сутенеры. Одна из подруг Тэссы, занимаюющая в настоящее время проституцией, может стать его очередной жертвой. Правила игры, по которым живут бессмертные Кэхил отрицает, и не хочет понять Маклауда, объясняющего природу и настоящее призвание им подобных |            |                                                     |                |                                      |                 |             |
| 20 | 20         | «Глаз смотрящего (Eye of the Beholder)»             | Деннис Берри   | Кристиан Буверон и Лоуренс Шор       | 8 мая 1993      | 92124-19    |
| Известный кутюрье Габриэль Пейтон, ранее известный как знаменитый вор и покоритель женских сердец, убивает свою смертную любовницу, которая по совместительству работает у него моделью. Дело в том, что девушка случайно наткнулась в доме на тайник с ворованными сокровищами. На место убитой Синтии претендует другая длинноногая модель, которая очень нравится Ричи. |            |                                                     |                |                                      |                 |             |
| 21 | 21         | «Некуда бежать (Nowhere to Run)»                    | Деннис Берри   | Дэвид Абрамович                      | 8 мая 1993      | 92125-21    |
| Приемная дочь бессмертного Эверетта Беллиана изнасилована. Виновником оказывается сын Алана Ротвуда, давнего приятеля Тэсс. Марк, так зовут сына Алана, который в настоящее время работает дипломатом, все отрицает. Маклауд, который пытается мирно разрешить конфликт добивается тем самым абсолютно противоположного результата... |            |                                                     |                |                                      |                 |             |
| 22 | 22         | «Охотники (The Hunters)»                            | Паоло Барзман  | Кевин Дрони                          | 22 мая 1993     | 92126-22    |
| Несколько бессмертных приятелей Маклауда бесследно исчезли. Буквально в течение нескольких часов в церкви находят мертвого Дария. Так как на священной земле бессмертные не могут позволить себе убивать, подозрения сразу же падают на смертных. В комнате, где жил Дарий находится старинный манускрипт, таинственная хроника Наблюдателей. |            |                                                     |                |                                      |                 |             |

## Домашний выпуск
| Highlander: The Series Season One | | |
| Установочные характеристики | Установочные характеристики | Дополнительные бонусы |
| - 22 серий - 9-дисков (8 DVD и 1 CD-ROM) - 1.33:1 aspect ratio - Английский (Dolby Digital 5.1) - Английский (Dolby Digital 2.0 Стерео) | - 22 серий - 9-дисков (8 DVD и 1 CD-ROM) - 1.33:1 aspect ratio - Английский (Dolby Digital 5.1) - Английский (Dolby Digital 2.0 Стерео) | - Комментарии Билла Панцера ко всем сериям - "Behind The Scenes" : Презентация сезонаn - "Watcher Chronicles" : Профили ролей - Сюжеты всех эпизодов - Киноляпы |
| Дата выпуска | | - Комментарии Билла Панцера ко всем сериям - "Behind The Scenes" : Презентация сезонаn - "Watcher Chronicles" : Профили ролей - Сюжеты всех эпизодов - Киноляпы |
| Region 1 | Region 2 | - Комментарии Билла Панцера ко всем сериям - "Behind The Scenes" : Презентация сезонаn - "Watcher Chronicles" : Профили ролей - Сюжеты всех эпизодов - Киноляпы |
| 12 ноября 2002 | 7 декабря 2004 | - Комментарии Билла Панцера ко всем сериям - "Behind The Scenes" : Презентация сезонаn - "Watcher Chronicles" : Профили ролей - Сюжеты всех эпизодов - Киноляпы |

## Комментарии
1. ↑  Уайсс отмечена в титрах 18-й серии «Леди и тигр» (The Lady and the Tiger), хотя там и не появилась.